# Boekzetelerfehn
Boekzetelerfehn ist eine Ortschaft der Gemeinde Moormerland im niedersächsischen Landkreis Leer.
Die ehemals selbständige Gemeinde bildet seit der Gemeindereform, die am 1. Januar 1973 in Kraft trat, zusammen mit zehn weiteren Dörfern die Gemeinde Moormerland.
Am 31. Dezember 2016 hatte der Ort 748 Einwohner, die auf 6,75 km² lebten.
Zwischen Boekzetelerfehn und Timmel (Gemeinde Großefehn) liegt das Boekzeteler Meer, ein ostfriesischer Niedermoorsee.

## Geschichte
Die Besiedlung des Geeststreifens beim „Boekzeteler Kloster“ ist seit etwa 1180 dokumentiert; doch erfolgte die erste Besiedlung wahrscheinlich schon wesentlich früher. Nach dem Niedergang der ostfriesischen Klöster, Stifte und Kommenden wagte sich ab dem Jahr 1632 ein „Fehnunternehmer“ namens Paul Harsebroek an die Kultivierung des angrenzenden Hochmoores und gründete somit im Jahr 1647 das „Boekzetelerfehn“.

## Politik
Boekzetelerfehn wird politisch von einem fünfköpfigen Ortsrat vertreten. Ortsbürgermeister ist Georg Buß (CDU).

## Persönlichkeiten
- Johannes Diekhoff (1919–2013), Autor und Heimatforscher